# Callionima
Callionima là một chi bướm đêm trong họ Sphingidae được Hippolyte Lucas mô tả lần đầu tiên vào năm 1857.

## Các loài
- Callionima acuta - (Rothschild & Jordan 1910)
- Callionima calliomenae - (Schaufuss 1870)
- Callionima denticulata - (Schaus 1895)
- Callionima elainae (Neidhoefer, 1968)
- Callionima ellacombei (Rothschild, 1894)
- Callionima falcifera - (Gehlen 1943)
- Callionima gracilis - (Jordan 1923)
- Callionima grisescens - (Rothschild 1894)
- Callionima guiarti - (Debauche, 1934)
- Callionima inuus - (Rothschild & Jordan 1903)
- Callionima juliane - Eitschberger, 2000
- Callionima nomius - (Walker 1856)
- Callionima pan - (Cramer 1779)
- Callionima parce - (Fabricius 1775)
- Callionima ramsdeni - (Clarke 1920)

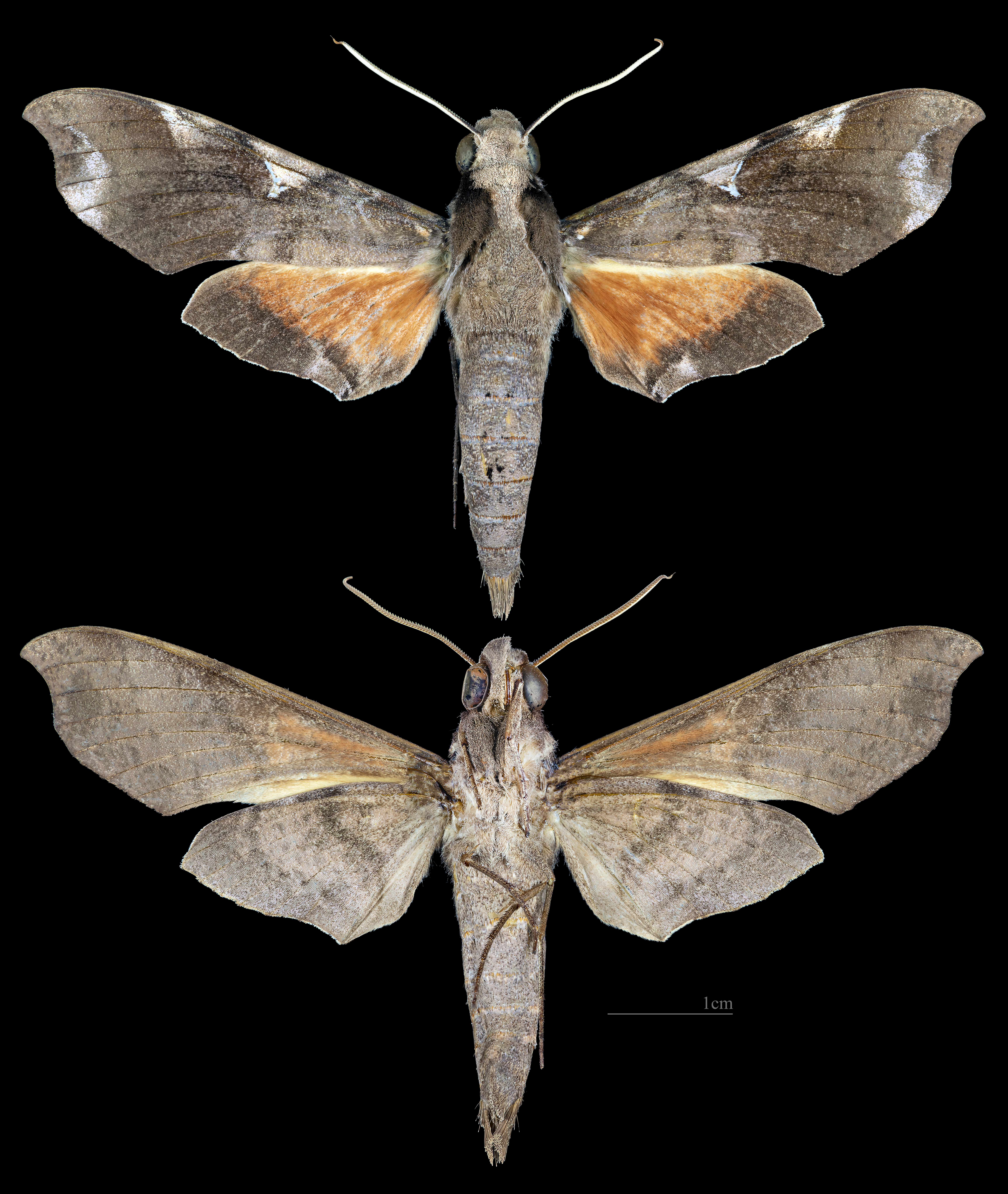
Callionima acuta
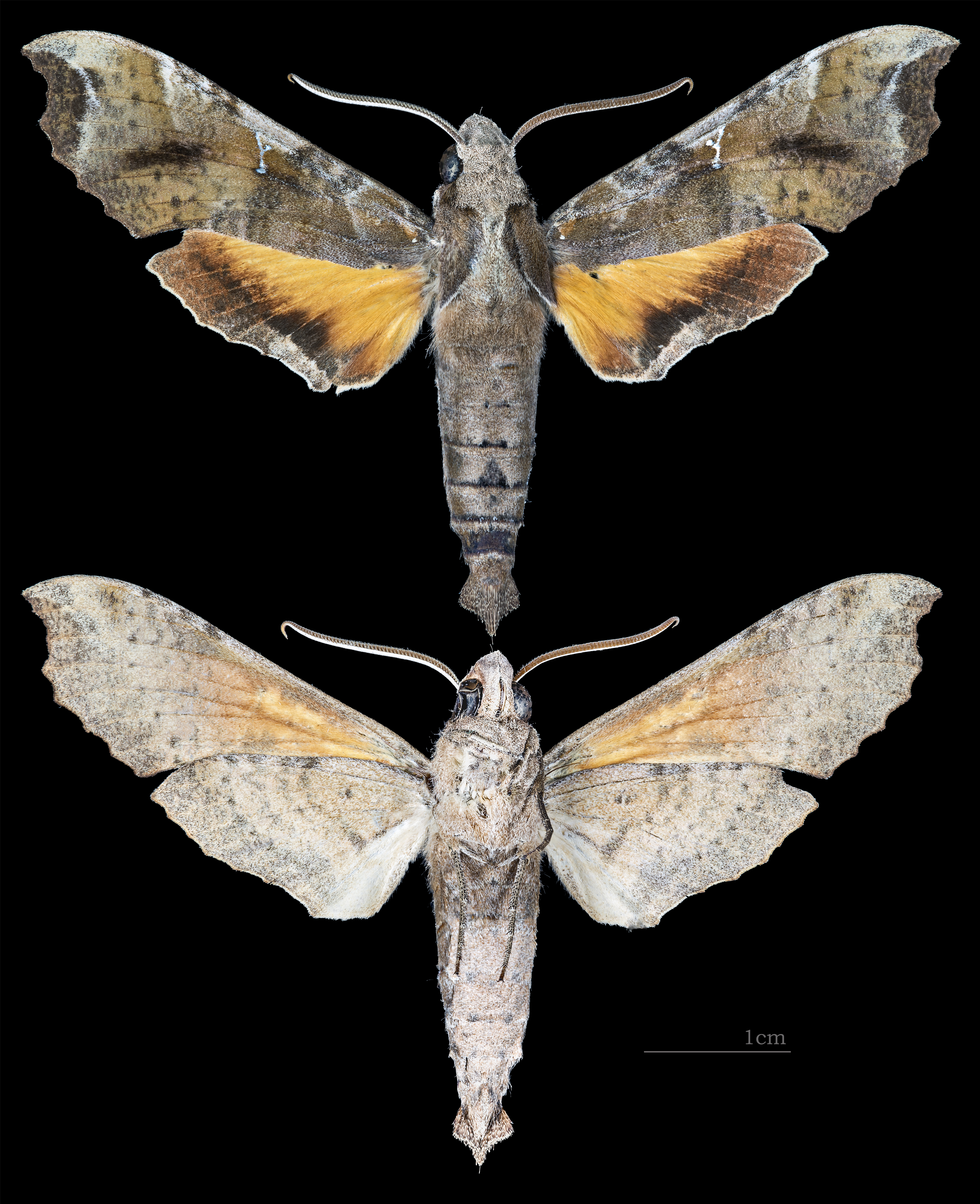
Callionima calliomenae
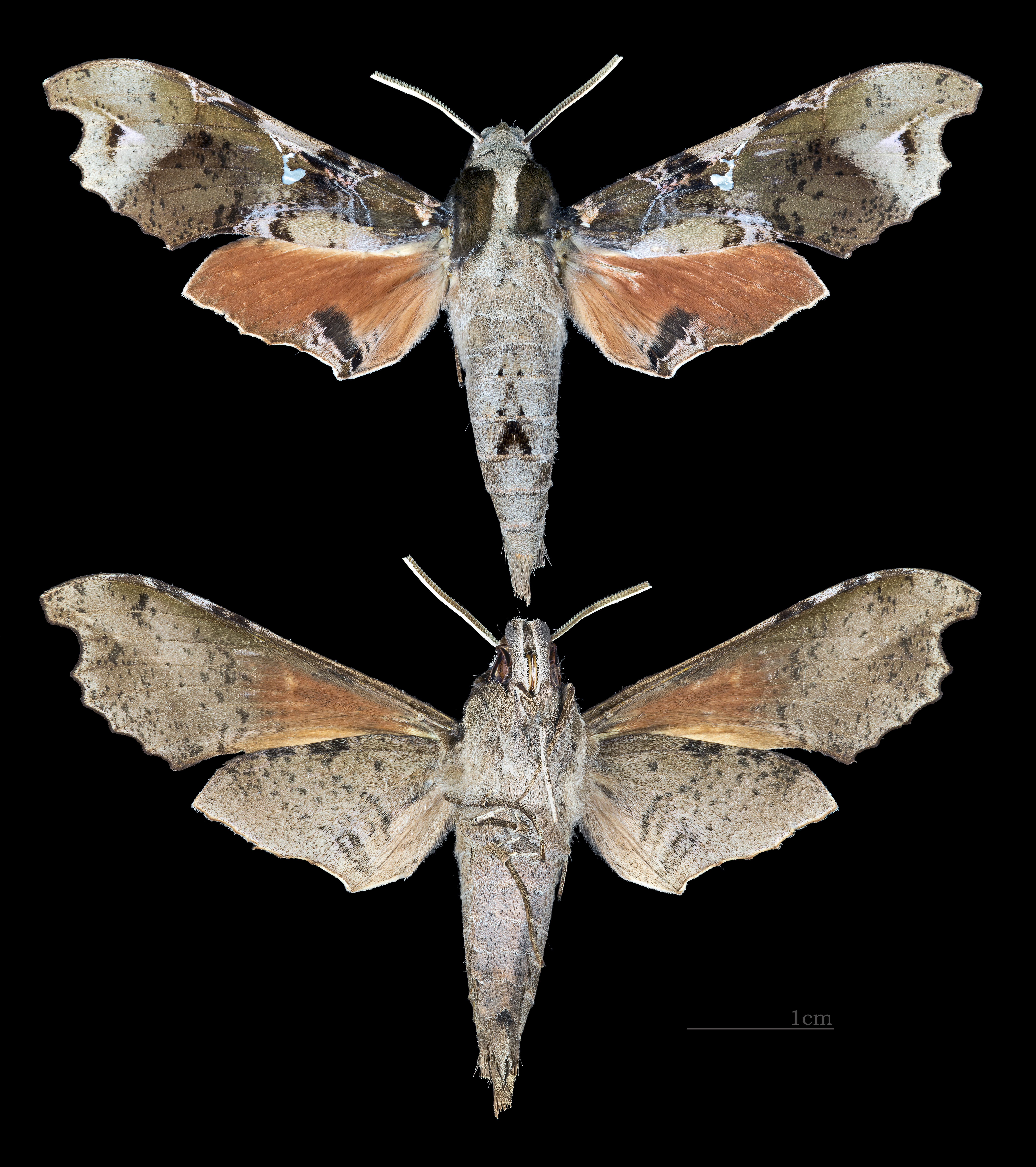
Callionima denticulata
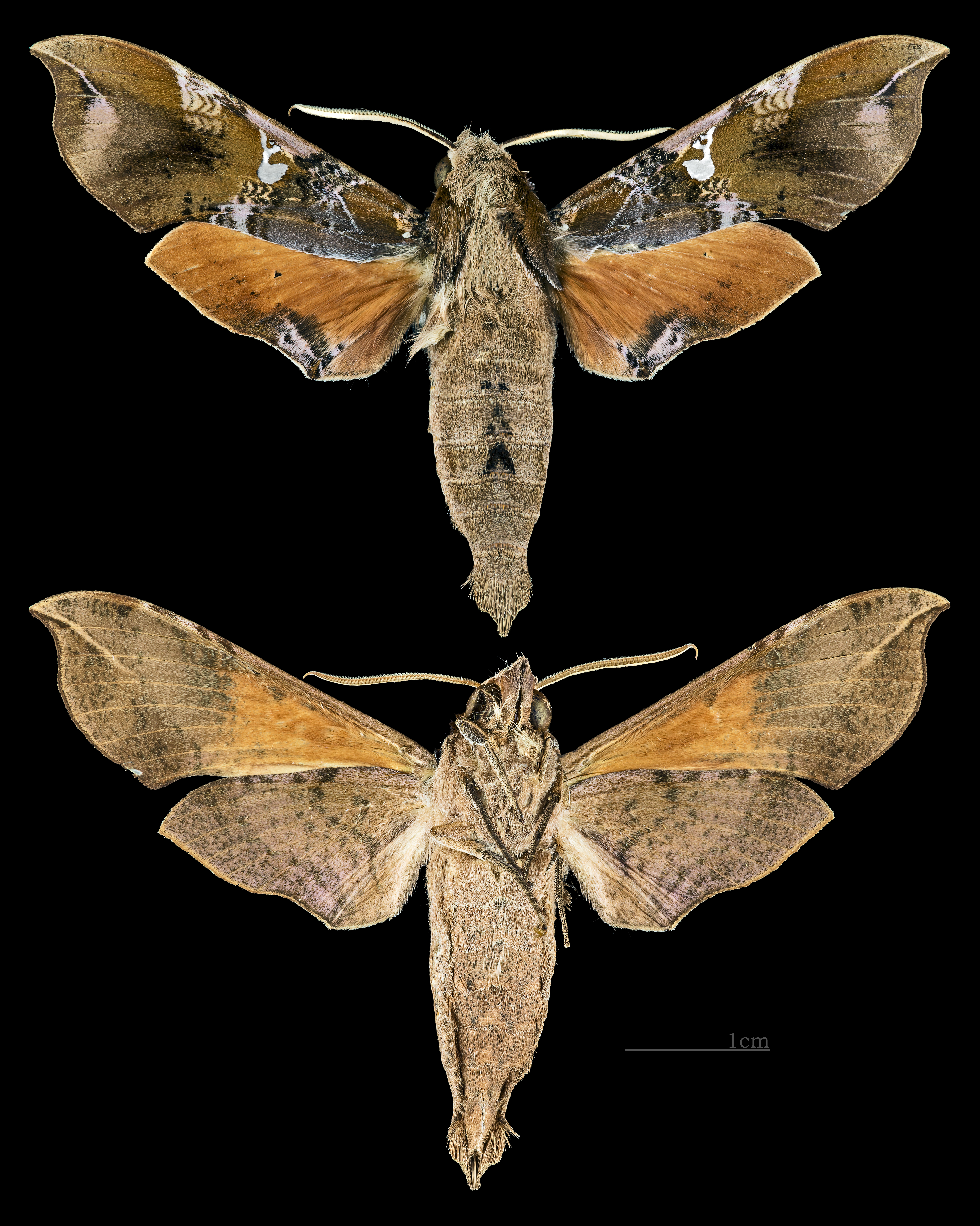
Callionima falcifera
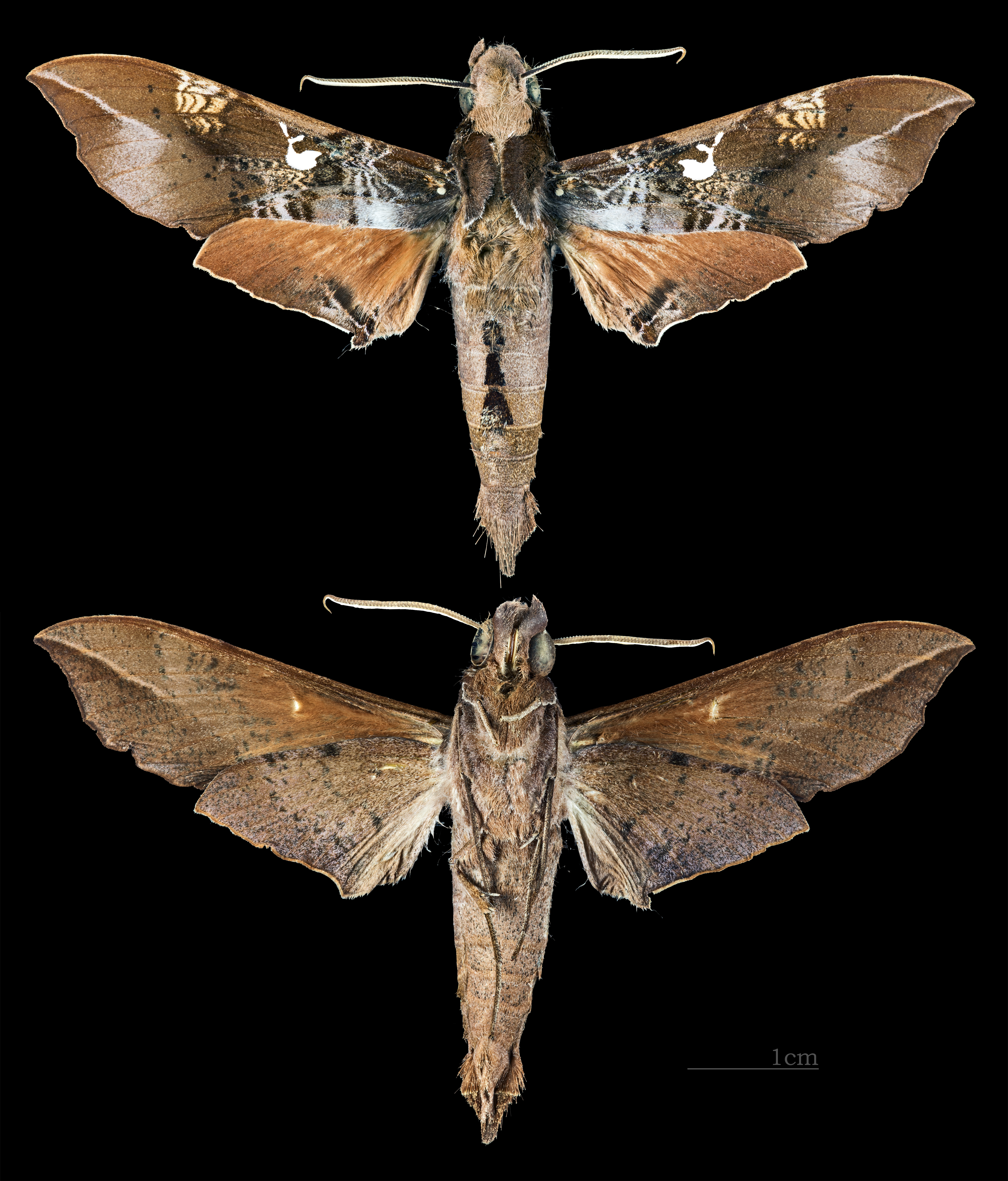
Callionima inuus
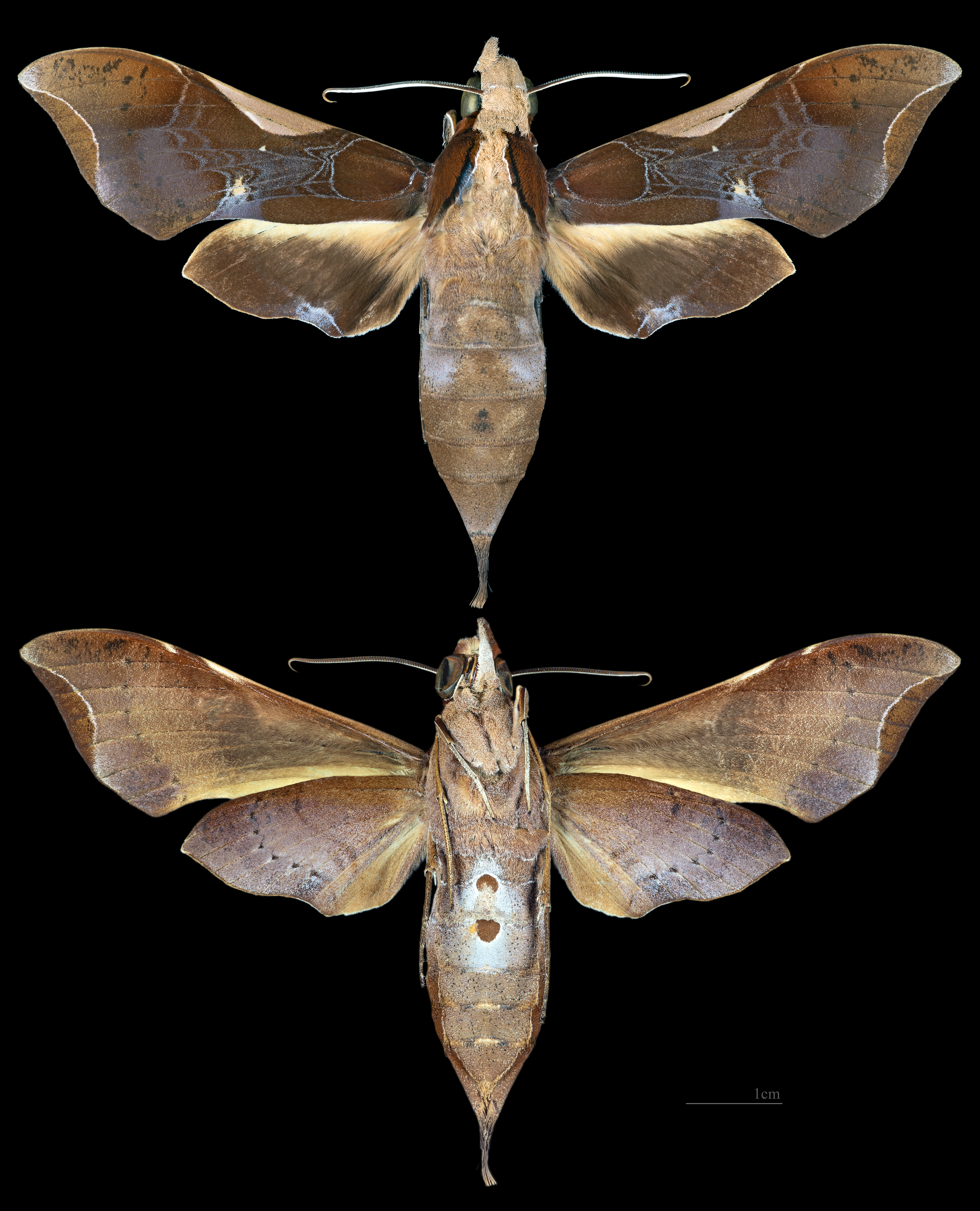
Callionima nomius
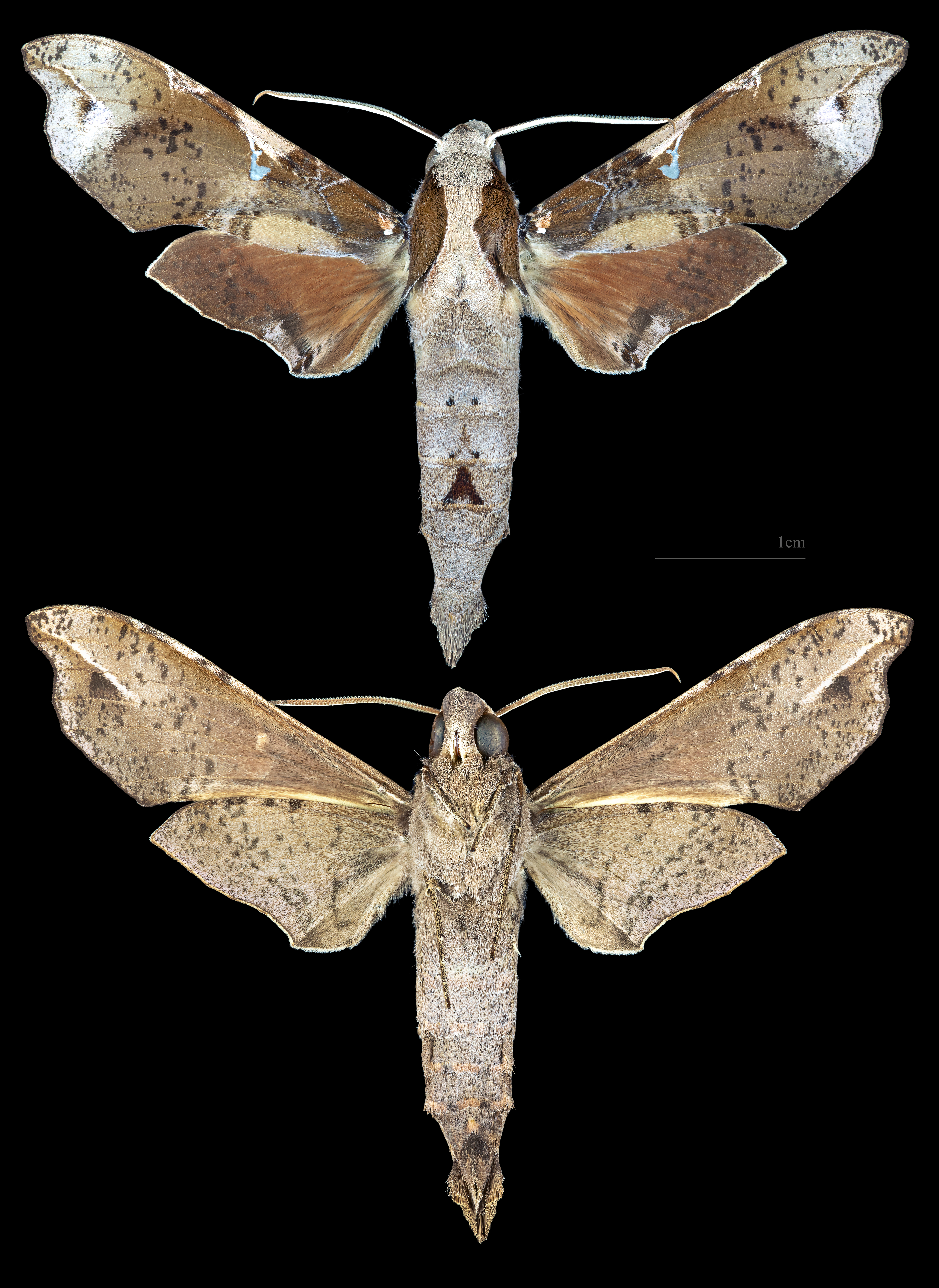
Callionima pan
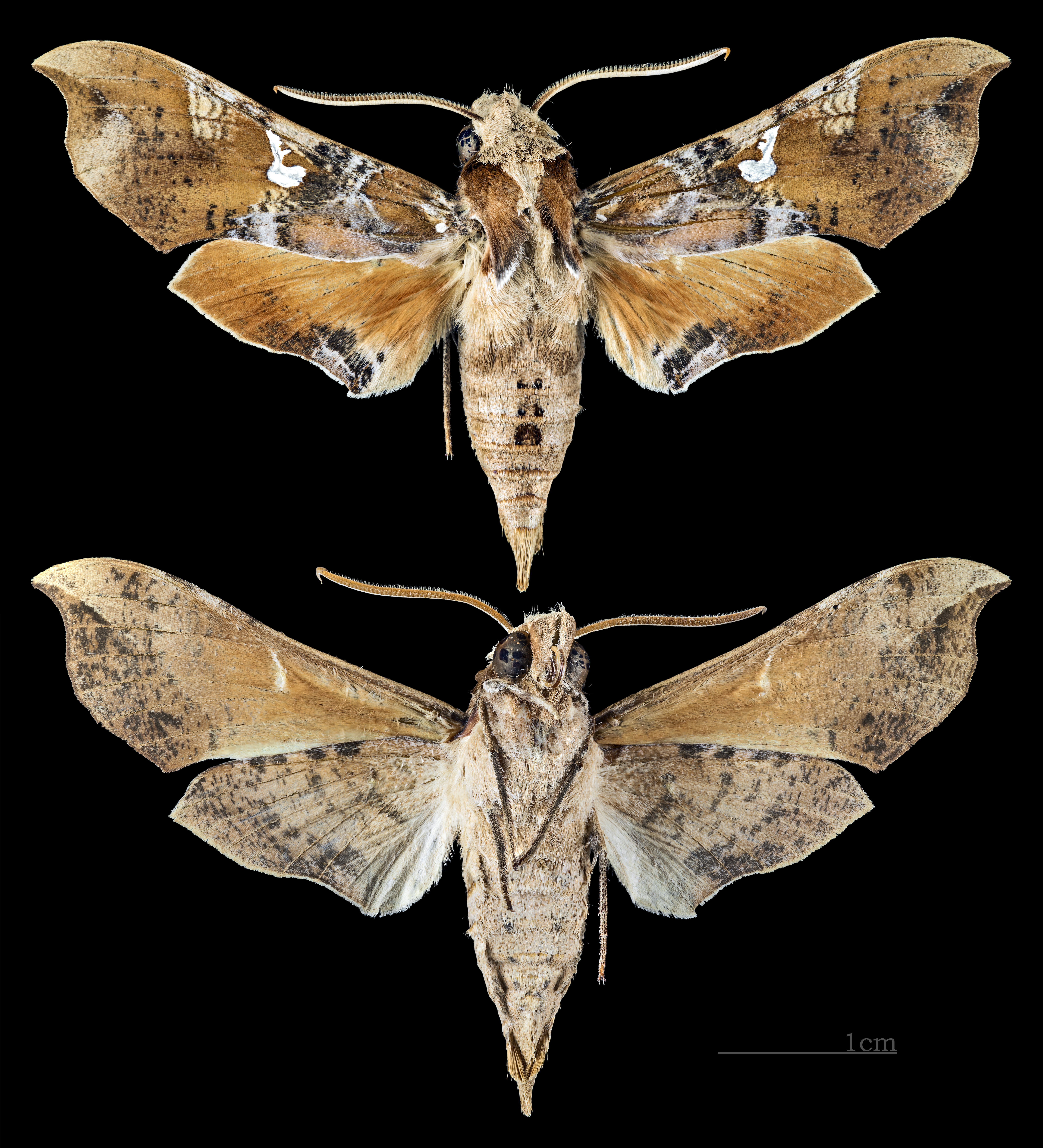
Callionima parce